# Citroën en Top Race
Citroën es una marca francesa de automóviles de gran tradición en la República Argentina. A pesar de haber estado presente en el mercado en dos períodos distintos, su popularidad tuvo lugar gracias a su modelo Citroën 3CV, el cual tuvo una alta aceptación en este país. Tal fue el éxito de este modelo, que a nivel nacional llegaron a organizarse campeonatos monomarca con este modelo, los cuales se siguen desarrollando hasta el presente a nivel zonal.
El debut oficial de esta marca en el automovilismo grande de Argentina tuvo lugar en el año 2004 en la categoría Top Race. Con un Citroën Xsara, Julio Catalán Magni hacía debutar a la marca de los dos chevrones, llevándose incluso un par de triunfos en esa temporada. Mientras que en el año siguiente, con la evolución de la categoría a TRV6, Citroën fue representada a través del Citroën C5 I, el cual fue utilizado entre los años 2005 y 2007 y al mismo tiempo se denominaba C5 TRV6. En tanto, el modelo Xsara continuó compitiendo en el Top Race convencional, con la destacada actuación del piloto Christian Casco, que se llevaría tres de las cuatro competencias que se disputaron en 2006, antes del cese de las actividades de la categoría original.
La marca francesa, llegaría a tener un equipo oficial en el año 2006 y tras su salida en el año 2007, volvería a presentarse con un equipo oficial, en el año 2010. Lamentablemente, este iba a ser el último año en el que un Citroën participara en el TRV6, siendo presentado en este caso, el nuevo modelo Citroën C5 II, el cual terminaría siendo descartado del patrón de homologación, culminando su acción en esta categoría nacional.

## Historia
En el 2004, el Top Race comenzó a admitir modelos de segmentos inferiores a los que estaba acostumbrado a utilizar. Fue en este año, donde comenzaban a irrumpir los modelos Chevrolet Astra, Ford Focus, Volkswagen Polo, etc., entre los cuales debutaba un Citroën Xsara que fuera puesto en pista por el piloto Julio César Catalán Magni, el cual se convertía en el primer piloto en conducir un coche de esta marca, en una categoría de nivel nacional.
Al decidirse la reformulación de la categoría, creándose el TRV6, la dirigencia resolvió proponer como opción de carrozado el modelo Citroën C5 I, el cual era montado a una estructura tubular de caños y motorizado por un impulsor V6, creación de Oreste Berta, que sería utilizado por todas las marcas que compitiesen en esta categoría. Así fue como la marca francesa hacía pie en una categoría con rivales como Alfa Romeo, Chevrolet, Peugeot o su clásico rival Renault. De los modelos que compitieron ese año, uno de los más recordados fue la unidad con la que compitiese Juan María Traverso, la cual tenía la particularidad de estar patrocinada por el Club Atlético River Plate. Lamentablemente, ese año la categoría tendría el infortunio de tener su primera víctima fatal, siendo este el piloto Julián Alfaro, quien conducía un Citroën. La nota de alegría, la daba Daniel Cingolani, quien se llevaba un triunfo en el Autódromo de San Juan.
En el 2006, la marca comenzaría a demostrar signos de merma en su rendimiento, ya que solamente un piloto pudo ganar una carrera final, siendo este Sebastián Diruscio quien cerraría el año en la 13.ª posición, con 71 puntos. En este año, la marca demostraría su interés por participar con un equipo oficial, siendo presentado como piloto, el internacional Matías Russo.
El 2007 sería el año de la debacle, porque a pesar de haber ganado una competición con el piloto Nicolás Filiberti, la marca aparecería en pista con pocos representantes, los cuales no tuvieron mucho éxito, siendo finalmente retirada del patrón de homologación para el año 2008. En su último año en el TRV6 con dicha marca, Filiberti finalizaría en el 19º lugar con 48 unidades.
Sin embargo, en el año 2010, se propició el regreso de Citroën al TRV6, siendo presentado un equipo oficial y contratando como principal piloto a Diego Aventín. Al mismo tiempo, sería presentada la nueva generación del  C5 TRV6, el cual al ser representado de manera oficial, incorporaba el nombre Citroën a su denominación. El nuevo Citroën C5 TRV6, era un modelo derivado del Citroën C5 II con el cual la marca francesa intentaría demostrarse ante el público. A la par del equipo oficial, el piloto chubutense Ariel Pacho formaría un equipo en forma particular, preparando al mismo tiempo una unidad C5 TRV6, la cual le fue entregada para su debut en la categoría al piloto Emiliano López. La falta de resultados, condujo a la disolución del equipo oficial luego de la cuarta fecha, con el regreso de Diego Aventín a la marca Ford Motor. Al mismo tiempo y en la misma fecha, los hermanos Emiliano y Nazareno López se terminarían separando de Ariel Pacho, creando su propia escuadra, el Oil Competición, donde Emiliano pilotearía su C5 TRV6 hasta la finalización de la Copa América 2010, donde tras este hecho, decidió también descartar este modelo para el Torneo Clausura 2010, debido a sus bajos resultados. De esta forma, finalizaría la incursión de la marca francesa dentro de la categoría TRV6.

## Pilotos ganadores con la marca en TRV6
- Daniel Cingolani
- Sebastián Diruscio
- Nicolás Filiberti